# Музыка Нидерландов
Понятие «нидерландская музыка» обычно относят к музыкальной культуре, развивавшейся до конца XVI — начала XVII веков на территории исторических Нидерландов (современные Нидерланды, Бельгия, северо-восточная Франция, Люксембург), а также к музыкальной культуре современной страны Нидерланды, которая сформировалась после буржуазной революции.

## История
В древности и в период раннего средневековья у кельтских и германских племен, населявших нидерландские земли, сложился свой музыкально-поэтический эпос, отраженный в поэмах о нибелунгах («Песня о Гудрун», посвященная трагической истории нидерландского короля Зигфрида-Сигурда и сестры бургундского короля Кримхильде-Гудрун и др.) С процессом роста и усиления христианской церкви в монастырях развивается церковное пение, до XIV века — на латинском языке, а позже, с возникновением реформаторского движения — на национальных языках. В XII веке с расцветом нидерландских городов, ставших важными центрами европейской торговли и культуры, возникает рыцарская лирика и искусство менестрелей, городских и придворных.
В конце XV—XVI веков Нидерланды — передовое многонациональное государство с широкими торговыми связями и богатыми городами — становятся средоточием северо-европейского гуманистического искусства, науки и философии. Именно здесь сформировалась крупнейшая композиторская школа эпохи Возрождения — нидерландская школа. Представители этой школы, такие как Жоскен Депре, Йоханнес Окегем, Орландо ди Лассо, открыли новые звуковые возможности многоголосия и разработали систему законов полифонического развития, которая дала возможность построения крупных музыкальных композиций. Творчество нидерландских художников охватывало как церковные жанры (мессы), так и светские (мадригалы, шансон). В светских жанрах нидерландские композиторы развивали также инструментальное многоголосие: инструменты часто дублировали низкие голоса или даже заменяли вокальные. Появлялись и первые образцы инструментальных полифонических пьес (Жоскен Депре).
В конце XVI века развитие полифонии способствовало зарождению своеобразного нидерландского колокольного искусства — карильона. Общенародную популярность приобрели песни гёзов — повстанцев, боровшихся против гнета испанского абсолютизма.
После победы Нидерландской буржуазной революции (1609) и образования Республики объединённых провинций в стране начался быстрый экономический и культурный подъём. В культуре он сказался расцветом живописи (Рембрандт, Ф. Халс) философии (Спиноза), науки (Левенгук). Расцвет голландского офорта подготовил изобретение нотопечатания способом гравировки по металлу, сменивший наборный метод. Этот способ распространился в других странах, куда, наряду с инструментами, органными мастерами и виртуозами-инструменталистами, приглашались нидерландские нотные гравировщики.
С утверждением кальвинизма в стране получают распространение протестантские псалмы. Развивается органное искусство, основоположником органной школы в Нидерландах считается Ян Свелинк; в Амстердаме впервые в Европе возникли публичные концерты органистов. Параллельно формировалось целое искусство игры на колоколах — карийон. Вместе с тем монументальные жанры, торжественные мессы уступают место бытовым инструментальным и вокальным жанрам. В бюргерской среде становятся популярными игра на лютне, клавесине, портативном органе, многоголосное исполнение песен, ансамблевое музицирование.
С XVIII века в Нидерландах господствует иностранное влияние. Амстердам становится центром европейской музыки, здесь концертируют Вивальди, В. А. Моцарт, издаются ноты, создаются музыкальные общества. В 1826 году в Гааге была открыта консерватория, в 1888 — концертный зал и оркестр Консертгебау.

## Современность
Современную музыкальную жизнь страны поддерживают многочисленные музыкальные общества и союзы, возглавляемые королевским обществом нидерландских музыкантов. В 1928 основан Союз симфонических дирижёров Голландии, в 1965 — Союз музыковедов. Работают оперные театры — Нидерландская опера, оркестры — Консертгебау, филармонический, радио и резиденц-оркестр, 9 консерваторий, наиболее значительные из которых находятся в Амстердаме и Гааге.
Джазовая музыка Нидерландов представлена Cuby + Blizzards, пианистом фри-джаза Мишей Менгельбергом, саксофонистом Виллемом Брёкером, певицей и саксофонисткой Кэнди Далфер.
Гитарист нидерландского происхождения Эдди Ван Хален неоднократно попадал в списки лучших гитаристов всех времён. Мировую известность получили рок-коллективы The Gathering, Golden Earring и Shocking Blue, поп-рок-группа Tee Set, ска-группа Doe Maar, певица Анук и музыкант-экспериментатор Юрий Ландман. Тяжёлый металл представлен такими группами, как Within Temptation, God Dethroned, Focus, Kayak, Supersister, Epica, Delain, After Forever, Stream of Passion и Ayreon; множество коллективов исполняет экстремальный металл: Carach Angren, Gorefest, Sinister, Asphyx, Pestilence. Большинство из них исполняет песни на английском, однако Van Dik Hout поют исключительно на нидерландском.
Нидерландские диджеи и группы, исполняющие EDM, часто оказываются на вершине мировых рейтингов: Мартин Гаррикс и Tiësto — трижды лучшие диджеи мира, Оливер Хелденс и Don Diablo — пионеры жанра фьюче-хаус, Афроджек, Федде Ле Гранд, Сандер Ван Дорн, Армин Ван Бюрен и Hardwell играют разные виды хауса, Showtek — хардстайл, Ферри Корстен — транс.
Среди знаменитых исполнителей поп-музыки — Трейнтье Остерхёйс.
Амстердамский концертный зал Paradiso популярен среди звёзд мировой музыки.